# Киреев, Николай Алексеевич
Никола́й Алексе́евич Кире́ев (10 (22) августа 1841 — 6 (18) июля 1876) — член Славянского благотворительного общества (с 1868), участник сербо-черногорско-турецких войн (1876—1878). Брат А. А. Киреева и О. А. Киреевой-Новиковой.

## Биография
Николай Киреев родился 22 августа (3 сентября) 1841 года в Москве — младший сын тульского помещика Алексея Николаевича Киреева (1812—1849) от брака его с известной московской красавицей Александрой Васильевной Алябьевой (1812—1891). Крестник императора Николая I.

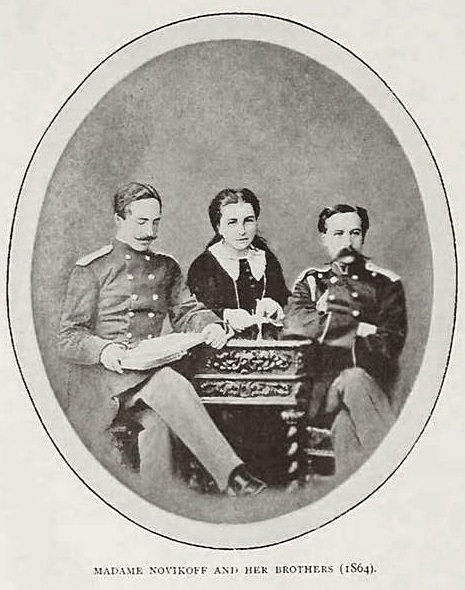
Ольга с братьями Александром и Николаем

Получил домашнее образование. В московском доме Киреевых собирался весь цвет тогдашнего культурного общества среди которых были, в частности, Константин и Иван Аксаковы, Иван и Пётр Киреевские, Ю. Ф. Самарин, А. С. Хомяков.

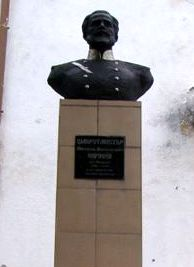
Бюст Киреева в Киреево

Вместе с братом Александром обучался в Пажеском корпусе, который окончил с отличием в 1860 году. Служил в Лейб-гвардии конном полку. В чине штабс-ротмистра вышел в отставку в 1866 году и посвятил себя славянскому вопросу. Как один из наиболее деятельных членов Славянского благотворительного общества, Киреев, вместе с В. И. Аристовым, организовал в 1876 году отправку добровольцев в Сербию, затем сам вступил, под именем Хаджи-Гирея, в сербскую армию. 
Командуя значительным отрядом, Николай Алексеевич Киреев был убит 6 (18) июля 1876 года под Раковицей (ныне — Болгария). Тело Киреева было специально обезображено неприятелем. Посланный за телом героя парламентёр не только был не допущен к Осману-паше, но и обстрелян турками. 
Живоин Мишич был с ним, когда он умер. Его смерть имела огромное влияние на прилив добровольцев в сербскую армию. П. И. Бартенев писал:
Выросший в богатой и блистательной обстановке, Киреев не давал ей цены, и его всегда тянуло куда-то, на какое-то высшее служение. Его сердоболию и любви к людям не было пределов. Отдать все деньги, какие имелись, бедному было для него самым обыкновенным делом. Подвиг свой он скрыл от самых близких людей и уехал в Сербию в качестве деятеля Красного Креста. Вскоре по всему миру разнеслись рассказы о необыкновенной отваге Хаджи-Гирея. В сражениях, для одушевления сподвижников, он нарочно одевался в белое. Что-то светлое и благородное было в этом человеке.

## Память
- В Видинской области (Болгария), в честь Н. А. Киреева названо село — Киреево. В селе установлен бюст героя. Кроме того, памятники посвящённые ему имеются в других населённых пунктах Видинской области (в Подгоре и Раковице)